# Polacantha grossa
Polacantha grossa là một loài ruồi trong họ Asilidae. Polacantha grossa được Martin miêu tả năm 1975.